# جيل (لاعب كرة قدم برازيلي)
جيل هو لاعب كرة قدم برازيلي في مركز الهجوم، ولد في 13 أبريل 1991 في Irecê ‏ في البرازيل. لعب مع نادي سانتوس.

## وصلات خارجية
- جيل (لاعب كرة قدم برازيلي) على موقع دوري كوريا الجنوبية (الإنجليزية)
- جيل (لاعب كرة قدم برازيلي) على موقع قاعدة بيانات كرة القدم.إي يو (الإنجليزية)
- جيل (لاعب كرة قدم برازيلي) على موقع Soccerway.com (الإنجليزية)